# Ayrfield (schip, 1911)
De Ayrfield is een vrachtschip dat in 1911 werd gebouwd als Corrimal voor G.S. Yuill & Company uit Australië door Greenock & Grangemouth Dockyard in Schotland.
Het stoomschip arriveerde in 1912 in Australië, waar het werd ingezet in de kustvaart. J.G. White was agent voor Yuill tot hij in 1926 White Steam Ship Company begon en de Corrimal overnam. Een jaar later was hij failliet en in juli werd het schip overgenomen door Hammond & Co. om in november alweer te worden gekocht door James Patrick & Co.
Tijdens de Tweede Wereldoorlog nam de Australische overheid het schip over voor troepenbevoorrading. In december 1947 werd het ondergebracht bij de Australian Shipping Board en lag het opgelegd, ook toen het schip in 1950 over werd genomen door Bitumen & Oil Refineries. In 1951 nam Miller Steamship Co. het schip over en liet het bij Mort's Dock ombouwen tot kolenschip om als sixty-miler te worden ingezet op de korte kustvaart. Het schip werd omgedoopt naar Ayrfield en bleef in de vaart tot 1969.
Het werd daarna naar Homebush Bay gevaren dat de Maritime Services Board in 1966 had aangewezen voor scheepssloop. Het schip werd deels gesloopt, waarna de romp werd afgezonken bij Long Reef voor de kust van Narrabeen. Het scheepswrak is beschermd onder de Commonwealth Historic Shipwrecks Act 1976 en de Heritage Act 1977. Sindsdien is het wrak begroeid door bomen.